# Stéphane Courtine
Stéphane Courtine (14 de enero de 1987) es un deportista neocaledonio que compitió en judo. Ganó siete medallas en el Campeonato de Oceanía de Judo entre los años 2006 y 2012.

## Palmarés internacional
| Campeonato de Oceanía | Campeonato de Oceanía        | Campeonato de Oceanía | Campeonato de Oceanía |
| Año                   | Lugar                        | Medalla               | Categoría             |
| --------------------- | ---------------------------- | --------------------- | --------------------- |
| 2006                  | Papeete (Francia)            | Medalla de plata      | +100 kg               |
| 2006                  | Papeete (Francia)            | Medalla de plata      | Abierta               |
| 2008                  | Christchurch (Nueva Zelanda) | Medalla de plata      | +100 kg               |
| 2008                  | Christchurch (Nueva Zelanda) | Medalla de bronce     | Abierta               |
| 2010                  | Canberra (Australia)         | Medalla de bronce     | +100 kg               |
| 2011                  | Papeete (Francia)            | Medalla de bronce     | +100 kg               |
| 2012                  | Cairns (Australia)           | Medalla de bronce     | +100 kg               |